# Attityder till pornografi
| Attityder till pornografi |
| --- |
| Fransk karikatyr av "den stora porrepidemin", sent 1800-tal. - Betydelse – synen på pornografi - Bakgrund – 1800-talet, med ökad spridning, ökad läskunnighet och pressens expansion - Utgångspunkter – positiv (yttrandefrihet, entreprenörskap, underhållning, lek och lust), negativ (arbets-, makt- och hälsoproblem, moral och brott, våld och antifeminism) eller undersökande (forskning) |

Attityder till pornografi handlar om den syn på pornografi som lyfts fram av olika aktörer i samhället. Dessa åsikter präglas ofta av politiska ståndpunkter kring antingen möjligheter eller problem. Den förra grundsynen kan ta fram perspektiv som yttrandefrihet och alternativ kultur, entreprenörskap och underhållning, rollekar, sexlust och inspiration, medan den tydligt kritiska eller negativa synen ofta präglas av fokus på arbets- och maktförhållanden, beroende och missbruk, moral och brottslighet, våld i nära relationer och antifeministiska effekter.
Under stora delar av historien har skildringar av explicita sexuella skildringar setts som privata och olämpligt att diskutera, och i de flesta länder var all pornografi olaglig fram till 1970-talet. Video och Internet har bidragit till ökad spridning av genren, och flera feministiska vågor har lett till ökad debatt i samhället kring pornografins för- och nackdelar. Fenomenet har på sina håll betraktats som en offentlig hälsokris eller anstiftan till våldtäkt, samtidigt som stora delar av den allmänna debatten ibland ses som en ny våg av moralpanik. Den ökande forskningen kring pornografi har lett till olika slutsatser.

## För och emot
Pornografi är ett för de flesta känsligt och privat ämne som väcker starka känslor. Debatten omkring pornografi förs ofta av människor som argumenterar förbi varandra. Från den ena sidan hävdas att porren är del av det fria samhällets uttryck, där samtyckande vuxna både kan producera och konsumera – oavsett materialets ofta stötande natur. "Sexpositiva feminister", queerfeminister och skribenter som Camille Paglia och Petra Östergren har engagerat sig för den här sidan av debatten, där de även hävdar att porr kan vara en viktig del av den kvinnliga frigörelsen.
Mot ovanstående porrpositiva grundåsikt förespråkar andra feminister, värdekonservativa och religiösa grupperingar olika inskränkningar, antingen utifrån problem i produktionsledet, pornografins obscena karaktär eller riskerna för konsumenterna. En grundtes i kritiken mot porren är att den alltför ofta förnedrar kvinnor, utifrån hur den lättast tillgängliga pornografin ("mainstreamporr", en variant av kommersiell heterosexuell hårdporr) ser ut. De mest synliga antiporraktivisterna identifierar sig ofta som radikalfeminister. Motståndet mot pornografi motiveras också ofta utifrån att den kan ses som filmad prostitution, och denna aktivism är ofta för ett totalförbud och avskaffande av sexarbete.
På ett privat plan kan både konsumenter och icke-konsumenter ha kluvna känslor inför pornografin. Konsumtionen drivs ofta av upphetsningspotentialen i de explicit inbjudande bilderna, samtidigt som de inte framstår som så intressanta efter en orgasm eller om genren inte passar just den personen. På liknande sätt kan bland annat nyfikna tonåringar lockas av alla de nakna kropparna och samlagsskildringarna (i en värld med få andra bilder på samlag lätt tillgängligt), samtidigt som de ofta överdrivna och maktpräglade scenerna kan avskrämma från fortsatt konsumtion.

## Historik

### Fram till 1800-talet
Attityderna till erotiskt material har varierat genom historien. I antikens romarrike var prostitution laglig och en del av samhällslivet, och på husväggar i Pompeji har det hittats mängder av erotisk graffiti.
När kristendomen tog över som huvudreligion i medelhavsområdet under senantiken och tidig medeltid, blev sex och sexuella skildringar mer reglerade och föremål för ett kulturellt tabu.
Begreppet pornografi föddes på 1800-talet. Det användes då för att beskriva olika typer av erotiska bilder och konstverk – inklusive väggklottret i Pompeji – ur historien. I mitten av seklet började forskare och samhällsauktoriteter katalogisera historiska föremål, och föremål som ansågs "opassande" att visa för en allmän publik fick benämningen "pornografi" (bokstavligt 'skökoskrift').

### 1900-talet
Under en stor del av 1900-talet var kritiken mot pornografi betingad av religiösa och moralkonservativa ståndpunkter, medan den politiska vänstern åtminstone fram till början av 1970-talet snarare var positiv. Traditionellt har pornografi ofta setts som en del av den manliga sexualiteten, vilket ibland anses ha hämmat kvinnors utforskande av sexuell lust genom visuella stimuli.
Feministisk kritik av pornografi har funnits i västvärlden sedan 1970-talet. Den radikalfeministiska grundtesen omkring pornografi och den rådande manlighetens problematiska natur har bidragit till samarbetsproblem inom rörelsen och en senare uppsplittring i olika feministiska rörelsegrenar. Organiseringen av de svenska kvinnojourerna sedan 1990-talet har präglats av den här motsättningen, där Roks tydligt pekar ut det kvinnofientliga patriarkatet och Unizon i praktiken har en mer nyanserad hållning. Radikalfeminismens åsikter om pornografi har dock en stark ställning i Sverige.

### 2000-talet
På senare år har ett antal satsningar gjorts på samtal omkring sexualitet och relationer i massmedier. I Sveriges Radio producerades 2010–2020 programmet Ligga med P3, där pornografi tillhörde de ofta diskuterade ämnena. I Danmarks Radio gjordes 2015 flera olika programsatsningar omkring sexualitet, där Pornoquizzen var ett frågesportprogram på DR3 som blandade underhållningen med mer undersökande samtal kring pornografisk karaktär och konsumtion. Den svenska Alla våra ligg (startad 2016, vald till årets podd på Guldörat-galan 2018) har även den många gånger behandlat ämnet pornografi.
Acceptansen för pornografin som samhällsfenomen har sannolikt ökat, trots att offentliga debatter omkring pornografi under 2000-talet fortfarande fokuserar kring moraliska problem. I USA har de årliga Gallup-undersökningarna visat att pornografi som något moraliskt acceptabelt mellan åren 2010 och 2021 ökade från 30 till 40 procent av de tillfrågade. Andelen är högre bland väljare som sympatiserar med Demokraterna, jämfört med dem som sympatiserar med Republikanerna. Andelen är cirka 20 procentenheter högre bland män än bland kvinnor, och acceptansen är högre bland yngre än bland äldre.
Den starkt ökade tillgången till explicit sexuellt material, genom framväxten av internetpornografi baserad på fritt tillgängliga videoplattformar (som XVideos och Pornhub), har lett till reaktioner och krav på reglering eller förbud. Där lyfts en kombination av problem kring hälsa och moral samt kvinnors och barns rättigheter, utifrån tanken att sexuell underhållning är onödig eller farlig. I USA har ett antal delstater klassat pornografi som en allmän hälsofara, och 2021 tvingades Pornhub radera tre fjärdedelar av sitt filmutbud på grund av krav på uppladdarnas säkrade identitet och oro för olagligt material på plattformen. I framför allt USA har flera lagar stiftats under 2010-talet i syfte att försvåra människohandel, men de har också gjort det svårare för frivilliga sexarbetare att bedriva sin verksamhet. Vissa aktörer vill se ett Internet fritt från sexuellt material. Samtidigt är sexuellt material lättare att sprida i form av texter, och bokserier som Femtio nyanser, rapmusik och kvinnliga artister som Tove Lo och Madonna har bidragit till att den internationella populärkulturen numera innehåller många sexuellt laddade texter.

## Olika samhällsaktörer

### Inom religionen
Många grenar av kristendom, judendom och islam fördömer pornografi på teologiska grunder. Avståndstagandet är ytterst grundat på Gamla och Nya testamentet samt Koranen, som förbjuder eller avråder från nakenhet, sex utanför äktenskapet och onani.
Detta till trots har det genom historien producerats explicita sexuella skildringar även inom den islamska världen. Bland annat skrevs i början av 1500-talet sexualmanualen Den doftande trädgården. En liknande text- och bildsamling från den hinduiska världen är Kama Sutra.
Religion och offentligt avståndstagande från pornografi behöver inte innebära en faktisk privatmoral av samma slag. Undersökningar har antytt att konsumtionen av pornografi i USA kan vara högst i Utah, en delstat präglad av konservatism och en stark mormonkyrka men där pornografi är förbjuden.

### Inom politiken

#### Liberalism och konservatism
Den liberala ståndpunkten är att pornografi är en privatsak som bör vara tillåten så länge inblandade parter är vuxna (antingen myndig, sexuellt myndig eller könsmogen) och deltar under samtycke.
En del argument mot pornografi har hämtats från konservativt tänkande och rörelser för sexuell avhållsamhet. Konservativt kristna pornografimotståndare kritiserar bland annat att pornografi normaliserar och inbjuder till sexuellt umgänge utanför äktenskapet. Detta kan leda till svartsjuka, otrohet, sexuellt överförbara infektioner, minderårigt sex eller oönskad graviditet – som leder till antingen abort eller barn utan en stabil familj. De är också kritiska mot att pornografi sprider normer om sex utan kärlek. Konservativt porrmotstånd grundar sig också till viss del i det äckel många människor känner över att se materialet och de perversa akter som materialet anses spegla.

#### Feminism
Feminister har genom historien oftare haft negativa än positiva åsikter om pornografi. Den mesta pornografin produceras för män, och tillgängliggörandet av avklädda kvinnliga kroppar ses av feminister ofta som en del av en sexistisk och machistisk manlig kultur. Ibland jämförs också med hur den utbredda alkoholkonsumtionen under 1800-talet av dåtidens feminister betraktades som hot mot kvinnor.
Mycket av den feministiska kritiken mot pornografi kan förstås utifrån begreppet könsmaktsordning. Med detta menas att kritiken inte riktas mot explicita sexscener i sig utan just den form som vi oftast ser i vårt samhälle. Enligt många feministiska teoretiker är den porr vi ser i dag kraftigt knuten till den rådande könsmaktsordningen, och den bidrar därför till en korrumperad syn på människan i allmänhet och kvinnor i synnerhet. I denna pornografi är män tydligt överordnade kvinnor, medan kvinnor i första hand är objekt för manlig åtrå. Detta gäller då främst den heterosexuella porren, men man menar att även lesbisk sexualitet exploateras inom pornografin.
Gloria Steinem, den kanske mest uppmärksammade av den andra vågens feminister, har sett erotica och pornografi som två diametralt motsatta ting. Där det förstnämnda i hennes ögon presenterar en bild av sann kärlek, är den sistnämnda oupplösligt förenad med maktutövning – i första hand på kvinnors bekostnad. Hon ser själva namnen på företeelserna ('hörande till kärleken' respektive 'skrift om prostituerade') som tecken på deras budskap och inneboende kulturella värde. I enlighet med sin idé om att våld/maktutövning och kärlek aldrig kan förenas, ser Steinem BDSM som en förkastlig praktik. Idén om mannen som det stora hotet mot kvinnors fysiska trygghet har funnits i många delar av den feministiska historien. Den tidiga 1900-talsfeministen Charlotte Perkins Gilman spekulerade i sin roman Herland (1915) om en utopisk och fredlig värld utan män.
En radikalfeministisk teori – framför allt spridd av Andrea Dworkin och Catharine MacKinnon – ser inte pornografi (och då främst på film) som praktiserat sex över huvud taget. Istället ser de den som våld, där den ena parten genom sin överordning erövrar/dominerar den andra parten. Här finns ingen plats för ömsesidighet eller respekt, utan hela akten handlar om förnedring och dominans. Teorin har bidragit till att forma många kvinnors åsikter omkring pornografi (oavsett egen erfarenhet av genren), och den har haft en dominerande ställning inom den svenska kvinnojoursrörelsen. På senare år har Gail Dines internationellt varit den kanske mest synliga radikalfeministiska antiporraktivisten.
Från queerfeministiskt håll har kommit ifrågasättanden av denna, som de ser det, förenklade framställning av pornografin. Exempelvis menar teoretikern Don Kulick att porr är positivt eftersom det utmanar de heteronormativa föreställningar om sex som vårt samhälle uppbär. Dworkins teori är dessutom oförmögen att beskriva företeelser som gaypornografi (i synnerhet där aktörer växlar mellan att vara givande och mottagande), de flesta former av amatörpornografi och feministisk independentpornografi. Undersökningar har stött idén om att konsumtion av pornografi kan förstärka sexistiska åsikter – men endast i laboratoriestudier.
Bland porraktriser som ser sitt arbete som feministiskt finns Annie Sprinkle, May Ling Su och Nina Hartley. Organisationen Good For Her delade mellan 2005 och 2015 ut ett antal årliga Feminist Porn Awards. Den svensk-spanska regissören Erika Lust producerar och regisserar feministisk pornografi, och på senare år har även andra kvinnliga regissörer bidragit till en ökad mängd filmer anpassade för kvinnliga porrkonsumenter.

### Inom skolan
Information omkring pornografi har sällan varit tillgänglig inom skolundervisningen. Inom den sex- och samlevnadsundervisning som förekommer har man ofta man fokuserat på anatomi och preventivmedel samt sjukdomar och andra problem, medan relationer och lust mer sällan tas upp på ett konkret sätt. Pornografins allt större tillgänglighet, och debatten omkring dess risker, har dock lett till förändringar. Skolsystem i bland annat Sverige, Storbritannien och Australien har under 2020-talet börjat ge relations- och samtyckesbaserad sex- och samlevnadsundervisning en större plats i kursplanen.
Den ofta allmänt porrkritiska debatten i samhället har dock ibland skapat hinder för en reformerad sexualundervisning, och detta kan paradoxalt nog ge en än större betydelse åt pornografin som en de facto sexualundervisning för en uppkopplad generation Z. Detta anses delvis vara en följd av att många föräldrar inte förstår hur stor roll den Internet-uppkopplade teknologin spelar i dagens ungdomars liv och ungdomars behov att få veta hur den pornografiska underhållningen kan skilja sig från sex i deras eget liv.

### Massmediebeskrivningar
Tidningsartiklar, dokumentärfilmer och TV-serier bidrar till att forma allmänhetens åsikter och kunskaper om pornografin och sexbranschen i stort. Beskrivningarna är ofta beroende på vilken utgångspunkt en viss skribent, filmskapare eller produktionsbolag har i förhållande till ämnet, vilket kan färga av sig på fokus i beskrivningen. "Sex säljer", så en vanlig publiceringsmodell är att lyfta fram det annorlunda och "skandalösa" i någon händelse med koppling till pornografi. Mediekonsumenters intresse och oro för negativa nyheter har även i andra sammanhang lett till beskrivningar som kan klassas som "socialporr" eller "misärporr", alternativ moralpanik. Samtidigt är journalistiken och filmskapandet beroende av den tryck- och yttrandefrihet som möjliggjort även den pornografiska branschen.
På senare år har ett antal olika filmer, TV-serieavsnitt eller dokumentärfilmsserier producerats med pornografi som ämne. Bland dessa finns:
- Louis Theroux – i ett antal TV-serieavsnitt
- After Porn Ends (2012 etc) – tre olika långfilmslånga dokumentärer om före detta aktiva i branschen
- Kink (2013) – en dokumentärfilm av Christina A. Voros, om det BDSM-relaterade produktionsbolaget Kink.com
- Hot Girls Wanted – dokumentärfilm 2015 plus uppföljande TV-serie 2017, producerad av Rashida Jones med flera

En undersökning 2017 av attityden hos de tre sistnämnda noterade att After Porn Ends i första hand är en nyanserad beskrivning, att Kink var tydligt positiv till branschen och att Hot Girls Wanted (2015) mestadels var negativ.

## Hälsa och arbete

### Hälsoperspektiv

Pornhub, en av de gratissajter som bidragit till ökad porrkonsumtion.

Via 2010-talets stora spridning av smartmobiler och gratis porr via Pornhub och andra kommersiella videoplattformar har konsumtionen ökat, även bland kvinnor och minderåriga. Framför allt det senare ses ofta som problematiskt, och regelbunden porrkonsumtion från tidig ålder tros kunna påverka utvecklingen av den mänskliga sexualiteten. Den större tillgängligheten ökar risken att utveckla ett beroende (genom att individens belöningssystem anpassas efter pornografin), liksom svårigheter att inleda eller upprätthålla sexuella relationer. Samband kan främst ses hos män som konsumerar pornografi minst tre gånger i veckan. Dessa kan ha större lust att pröva saker ur porren i verkligheten, ta olika sexuella risker och trivialisera mäns våld mot kvinnor. Undersökningar angående pornografins förråande påverkan på mänskligt beteende har gett motstridiga resultat.
Vissa undersökningar visar att män som är högkonsumenter av pornografi, ofta föredrar den framför sexuella möten med andra människor. När dessa män väl har sex, kan de behöva se pornografi för att behålla upphetsningen. Visuell pornografi kan också bidra till att förvandla den sexuella upplevelsen från en mångsinnlig upplevelse till något i första hand visuellt.

### Skådespelarnas situation
| Linda Lovelace och Felicity Feline har vittnat om sina erfarenheter. |  | Linda Lovelace och Felicity Feline har vittnat om sina erfarenheter. |
| Linda Lovelace och Felicity Feline har vittnat om sina erfarenheter. |  |                                                                      |

Kritiker beskriver ofta porrfilmsbranschen som skadlig för porrskådespelarna, som att bolagen utnyttjar dem hänsynslöst. Exempelvis har vissa manliga skådespelare börjat använda ibland riskfyllda potenshöjande läkemedel. Kritikerna säger även att skådespelarna drabbas av sociala problem till följd av sin livsstil, på grund av en ofta oförstående och avståndstagande omgivning. En vetenskaplig studie från 2012 verkade dock antyda att kvinnliga porrskådespelare – i jämförelse med kvinnor i allmänhet – hade högre/större självkänsla, socialt stöd och sexuell tillfredsställelse, liksom oftare var bisexuella och hade testat minst tio olika droger. Inspelningen av en scen kan i många fall vara njutningsfull. Samtidigt finns ofta kopplingar mellan pornografi och olika typer av prostitution.
Numera kräver en del porrskådespelare och producenter, på grund av risken för sexuellt överförbara infektioner, att kondom används. Detta är dock inte populärt i hela branschen, då meningen med porr är att framställa tittarens fantasier, och kondomer för det mesta inte är del av dessa fantasier. Många producenter kräver också att skådespelarna ska genomgå infektionstester regelbundet. Användningen av kondom under en intensiv och längre sexakt – inspelningen av en pornografisk film eller scen kan ta flera timmar – anses ibland kunna leda till förslitningsskador. Trots detta är kondomanvändning i porrfilm sedan 2012 obligatorisk enligt lag i Los Angeles County (Measure B), medan folkomröstningen 2016 för hela Kalifornien i samma ämne gav flest nejröster. Efter lagens införande sjönk porrfilmsproduktionen i området med 90 procent, medan en stor del flyttade till underhållningsindustrin i Las Vegas.
En del porrfilmsskådespelare och producenter, som Ingrid Swede, menar dock att stora delar av branschen är att se som vilket arbete som helst. Dessutom bidrar samhällsklimat, lagar och förordningar till att stigmatisera de som vill arbeta inom pornografin. För porraktriser inom heterosexuell pornografi kan det dock handla om en avancerad form av metodskådespeleri, där man ofta lever med sitt sexuellt eggande alter ego i film efter film. Ninja Thybergs Pleasure har bidragit med information omkring arbetsförhållandena inom filmproduktionen i södra Kalifornien, där porrbranschen sysselsätter åtminstone 2 000–3 000 personer. Övergrepp inom produktionen, liksom bedrägliga producenter, tas gärna upp i massmediernas rapportering, även om detta endast är en mindre förekommande del av branschen.

## Kritik mot mainstreamporr
Med mainstreamporr menar man kommersiell, heterosexuell hårdporr. Det finns många kritiker av sådana filmer, bland annat från feminististiskt håll och av opinionsbildare med rent moraliska motiv (särskilt religiösa organisationer). Några av de punkter som sådana filmer har kritiserats för är:
- Kritiker anser att majoriteten av den pornografiska filmen framställer kvinnan som ett objekt, underordnad mannen. Enligt dem är kvinnors agerande i heteronormativ pornografi begränsat till att passivt eller aktivt tillfredsställa en eller flera män.
- Kritiker anser också att bristen på äldre kvinnor i många filmer leder till att de framställer mänsklig sexualitet som begränsad till kvinnor i åldrarna 15 till 25 år, medan männen ofta är äldre. Dock finns det porrfilmer med äldre kvinnor och yngre män. Pornografiliberaler anser att även detta faktum gäller de flesta icke-pornografiska spelfilmer.

I en TEMO-undersökning bland svenska 18-21-åringar, beställd av Sydsvenska Dagbladet sommaren 2006, instämde 34 procent av kvinnorna och 13 procent av männen helt i påståendet att Sverige bör totalförbjuda pornografi. Mest utbredd var åsikten bland kristdemokrater och miljöpartister. Enligt en Sifo-undersökning, beställd 2020 av Unizon, ville 71 procent av de tillfrågade att spridningen av pornografi (på Internet) ska begränsas för barn under 18 år. Denna undersökning tog inte upp frågan om ett totalförbud (som gäller för narkotika i Sverige) utan om en reglering för yngre, att likna vid den svenska lagstiftningen kring tobak och alkohol.
Vissa menar att det går att kombinera en feministisk medvetenhet med konsumtion av mainstreampornografi (med sina förekommande våldsinslag och ojämlika könsroller). Vissa kvinnliga porrkonsumenter har förklarat att de i sin konsumtion kan växla mellan att identifiera sig med "kvinnan" och med "mannen", vilket kan ge en samtidig identifikation som både objekt och subjekt (enligt radikalfeministisk teori snarast som identifikation med förövaren). Denna ickenormativa tolkning av något starkt normativt skulle kunna innebära att en kvinna kan anamma Den manliga blicken i sin mediekonsumtion, utan att på samma gång behöva avsvära sig sin frihet som individ. På den andra änden av spektrum finns kvinnor som i sin vardag utforskar Den kvinnliga blicken, men i en patriarkal verklighet.

## Forskning och myter
Samhällets officiella hållning till pornografin har ofta handlat om distansering och reglering, och studier av pornografi har oftast utgått från problem i produktions- eller konsumtionsleden. Samtidigt har den allmänna synen på pornografi som omoral begränsat mängden forskning på området. Ämnets koppling till sexualitet och andra mänskliga drivkrafter har därför varit dåligt belyst av vetenskapen.
I samband med den ökade synligheten och spridningen av pornografi alltsedan 1970-talet – via film, video, kabel-TV och internet – har dock allt fler vetenskapliga undersökningar skrivits om pornografin som fenomen. Forskning om pornografi har bland annat publicerats i akademiska tidskrifter ägnade åt sexologi och psykologi, och 2014 startade den specialiserade tidskriften Porn Studies. Den ökande mängden forskningsrapporter har dock inte hindrat en offentlig debatt som ofta samlar forskning utifrån en agenda eller grundåsikt. Texter som beskriver "porrens myter" (engelska: porn myths) har på 2010-talet varit flitigt förekommande, fast utifrån ofta vitt skilda utgångspunkter omkring pornografi och annat sexarbete.